# 彩德
彩德（英語：Choi Tak，代號J06）是香港觀塘區議會下轄的選區，2011年設立，當時稱為雙彩，2019年採用現名，2023年取消，末任區議員為民建聯成員譚肇卓。

## 範圍
選區位於平山東北部，包括整個彩德邨及彩興苑彩蕎閣（另外兩座則屬於坪石選區），與其相連的選區有啟業、坪石、佐敦谷、順天、雙順、淘大，北面以新清水灣道與黃大仙區議會彩雲南選區接壤。本區前身是石礦場，後來彩德邨和彩盈邨落成，大量人口遷入，選管會將原本屬於坪石選區和佐敦谷選區的範圍合併成為雙彩選區，再於2019年把彩盈邨部分樓宇改劃到佐敦谷及啟業，雙彩選區調整後以彩德邨為主，故採用現名，投票站設於彩德邨彩仁樓香港遊樂場協會彩德青少年綜合服務中心。

## 沿革
2011年區議會選舉，當時名為雙彩，估算約20,120人，其中有5,150位選民，投票站設於佐敦谷聖若瑟天主教小學，議席由民建聯成員譚肇卓、社會民主連線成員黃家樂和民主黨成員邢永豪爭奪。時任社民連主席陶君行不滿民主黨反對人民力量追擊它們，自己卻追擊在雙彩經營兩年的社民連，最終譚肇卓以1,814票大比數擊敗取得259票的黃家樂和426票的邢永豪而勝出。
2015年區議會選舉，人口估算約19,162人，其中有8,300位選民，未有其他人參選下由譚肇卓自動當選。
2019年區議會選舉，基於區內人口持續增加，選舉管理委員會決定將本區的彩盈邨盈富樓、盈安樓及盈康樓劃入啟業選區，並更名為彩德選區。民建聯譚肇卓爭取連任，對上民主派區選聯盟所支持的素人林子權，結果譚以2,882票多於林的2,156票勝出。

## 歷屆議員
| 屆別           | 議員   | 政治聯繫 | 政治聯繫 |
| -------------- | ------ | -------- | -------- |
| 2012年－2015年 | 譚肇卓 |          | 民建聯   |
| 2016年－2019年 | 譚肇卓 |          | 民建聯   |
| 2020年－2023年 | 譚肇卓 |          | 民建聯   |

## 歷屆選舉結果
| 政党   | 政党           | 候选人    | 票数  | %     | ±      |
| ------ | -------------- | --------- | ----- | ----- | ------ |
|        | 民建聯         | ①. 譚肇卓 | 2,882 | 57.21 | ▼15.39 |
|        | 民主派區選聯盟 | ②. 林子權 | 2,156 | 42.79 | 不適用 |
| 多数票 | 多数票         | 多数票    | 726   | 14.41 | 不適用 |

| 政党   | 政党   | 候选人 | 票数     | %      | ±      |
| ------ | ------ | ------ | -------- | ------ | ------ |
|        | 民建聯 | 譚肇卓 | 自動當選 | 不適用 | 不適用 |
| 多数票 | 多数票 | 多数票 | 不適用   | 不適用 | 不適用 |

| 政党   | 政党         | 候选人    | 票数  | %     | ±      |
| ------ | ------------ | --------- | ----- | ----- | ------ |
|        | 民建聯       | ①. 譚肇卓 | 1,814 | 72.6  | 新選區 |
|        | 社會民主連線 | ②. 黃家樂 | 259   | 10.36 | 新選區 |
|        | 民主黨       | ③. 邢永豪 | 426   | 17.05 | 新選區 |
| 多数票 | 多数票       | 多数票    | 1,388 | 55.54 | 新選區 |